# 訃報 2017年2月
訃報 2017年2月（ふほう 2017ねん2がつ）では、2017年2月に物故した、又は物故が報じられた人物についてまとめる。

## (1日 - 14日)

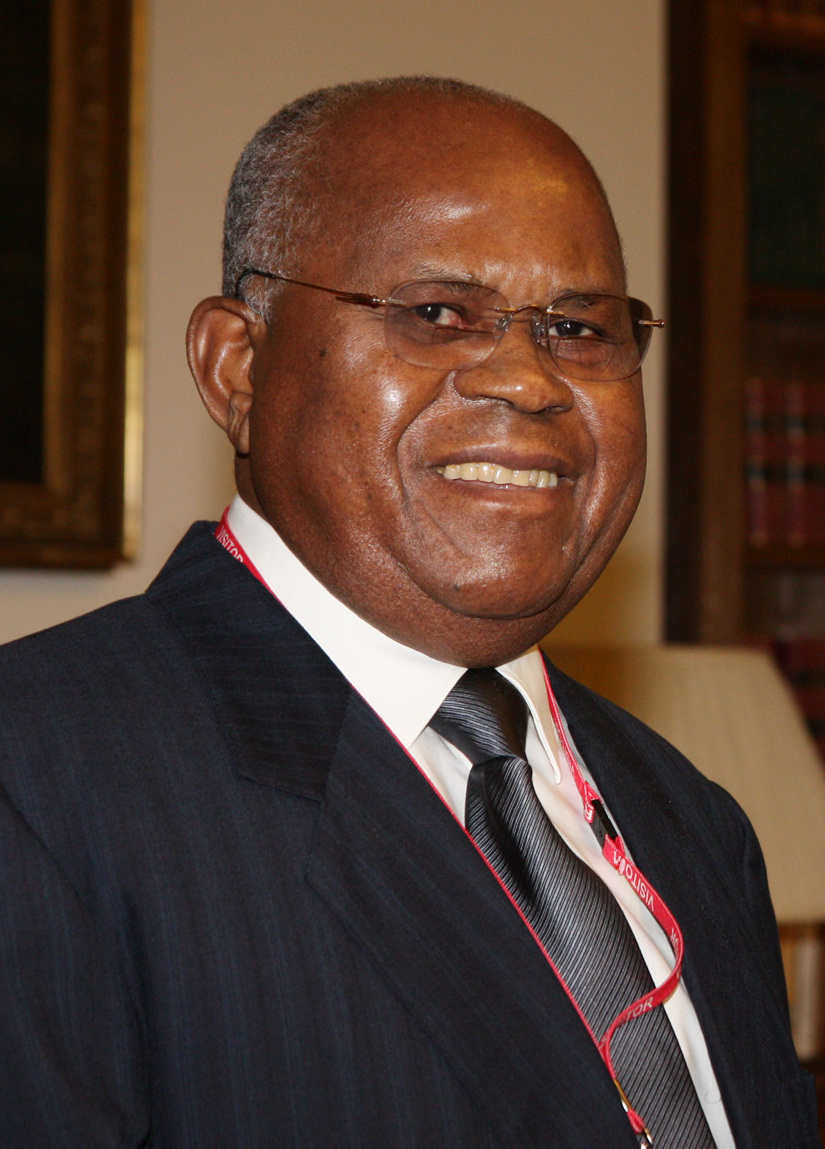
エティエンヌ・チセケディ／2月1日没

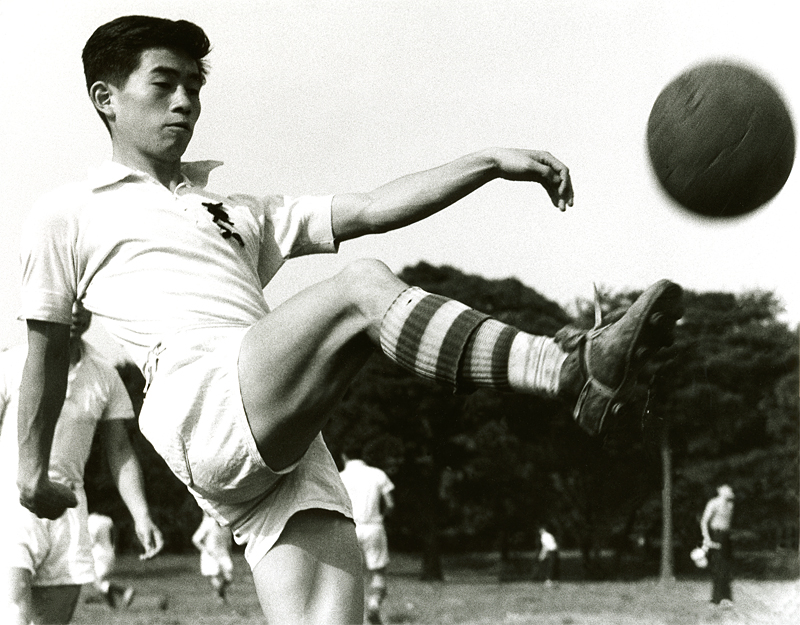
岡野俊一郎／2月2日没

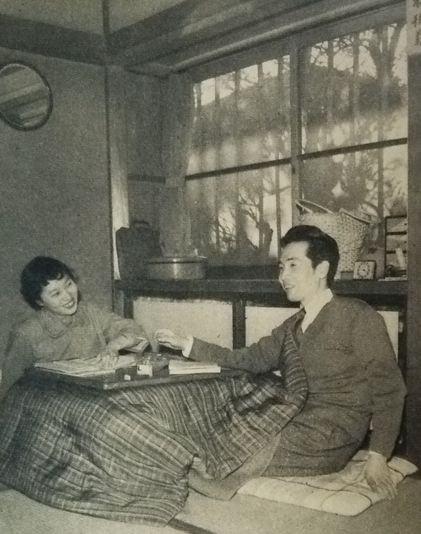
三浦朱門（右）／2月3日没

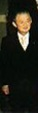
林義郎／2月3日没

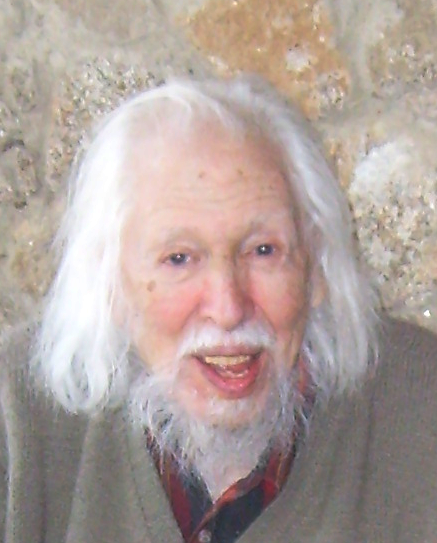
レイモンド・スマリヤン／2月6日没

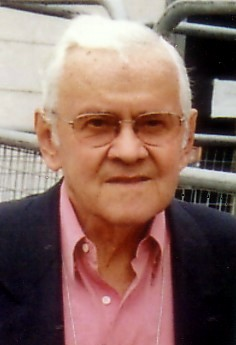
ロジェ・ワルコヴィアック／2月6日没

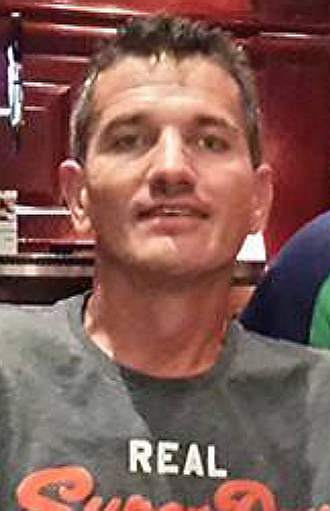
ユースト・ファン・デル・ヴェストハイゼン／2月6日没

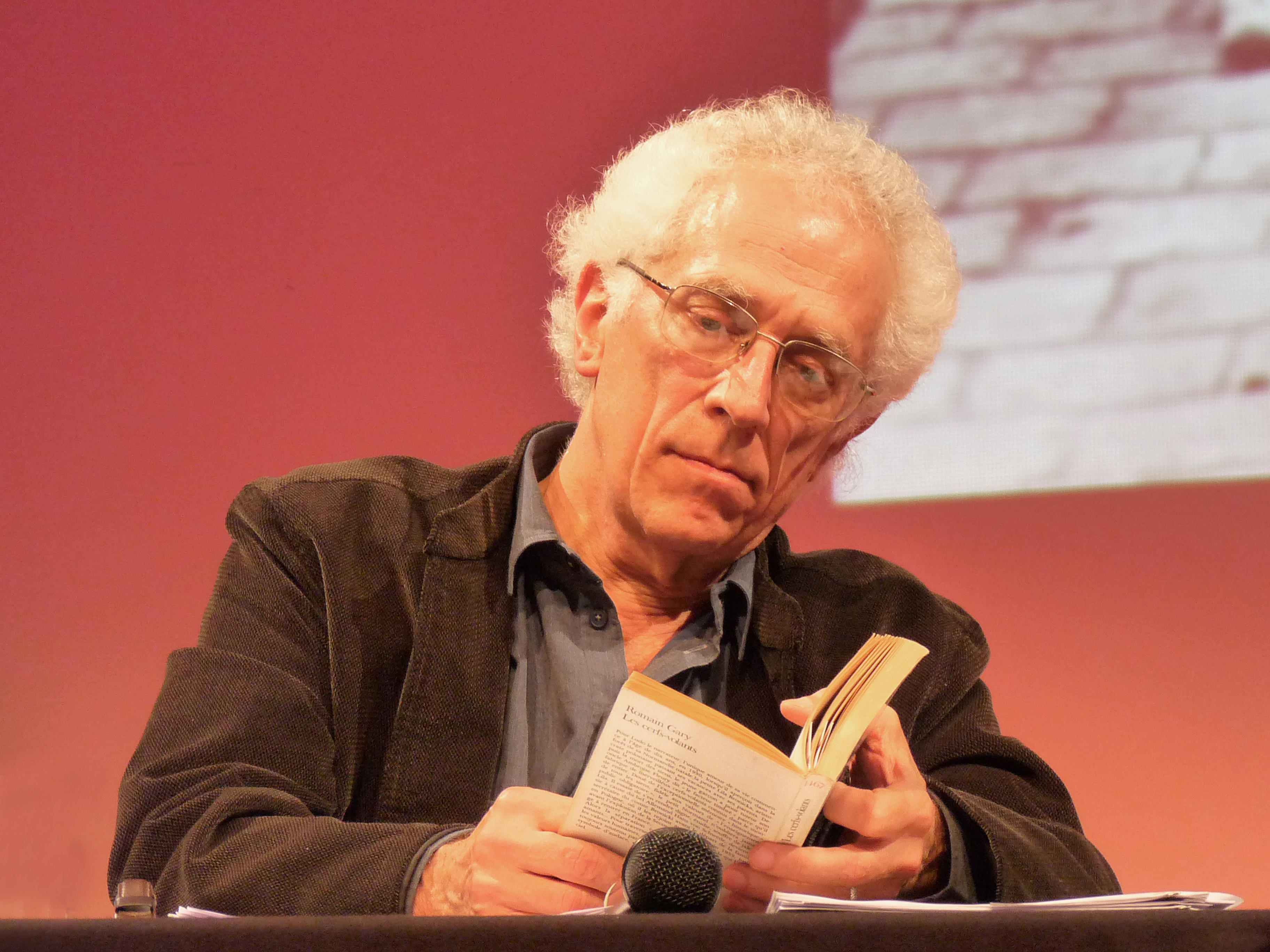
ツヴェタン・トドロフ／2月7日没

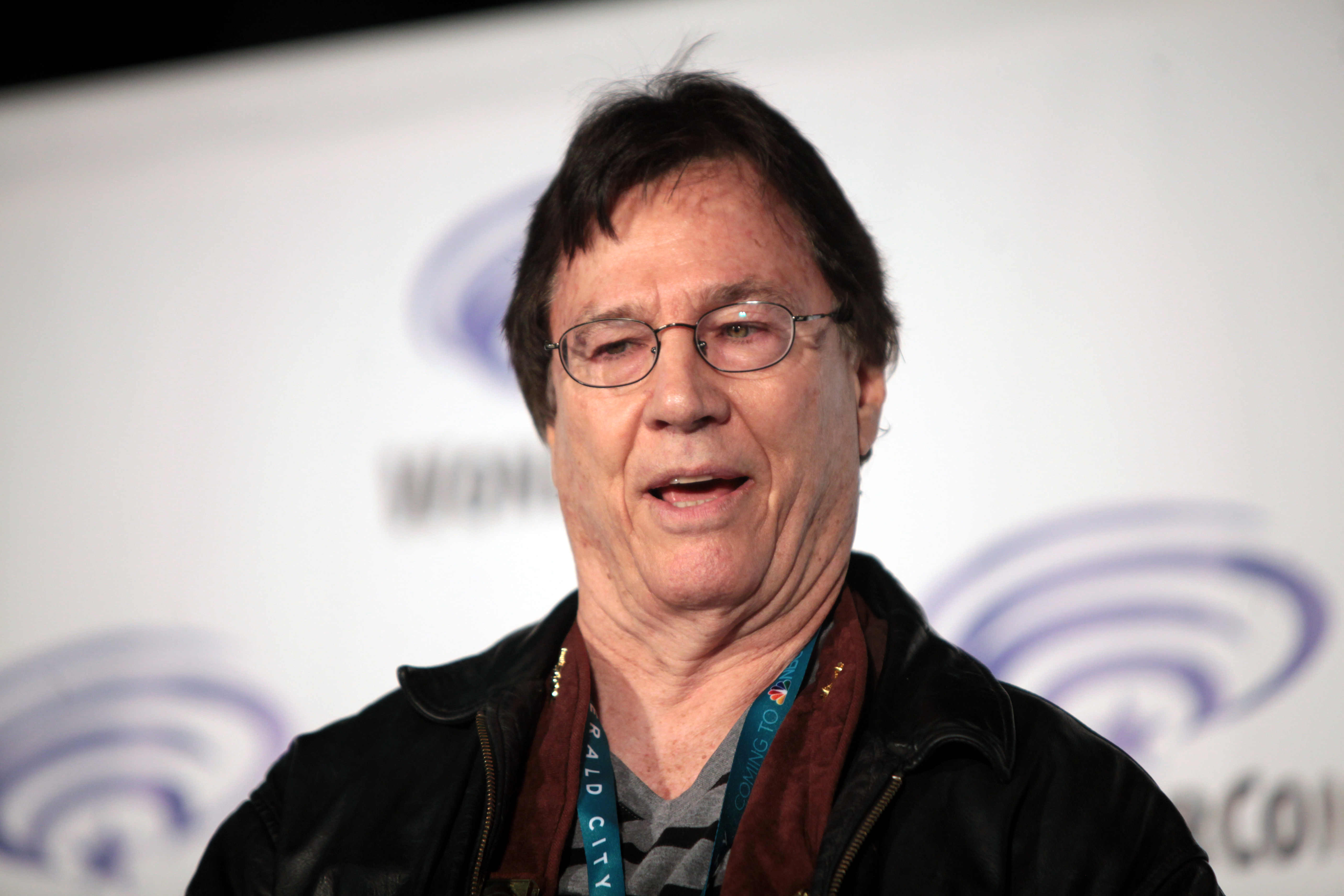
リチャード・ハッチ／2月7日没

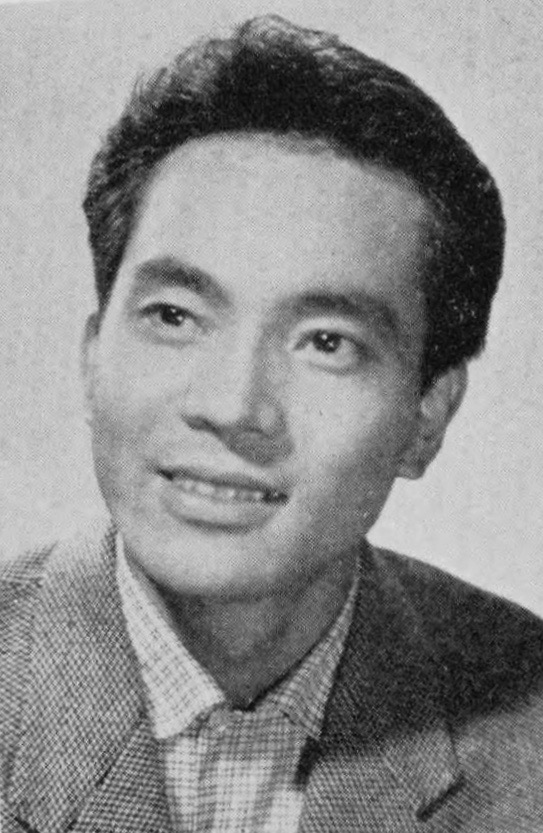
土屋嘉男／2月8日没

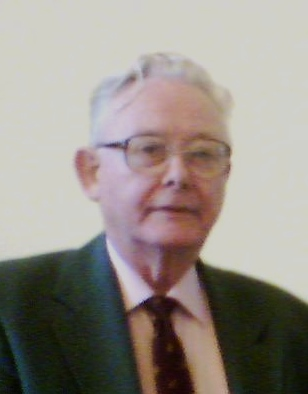
ピーター・マンスフィールド／2月8日没

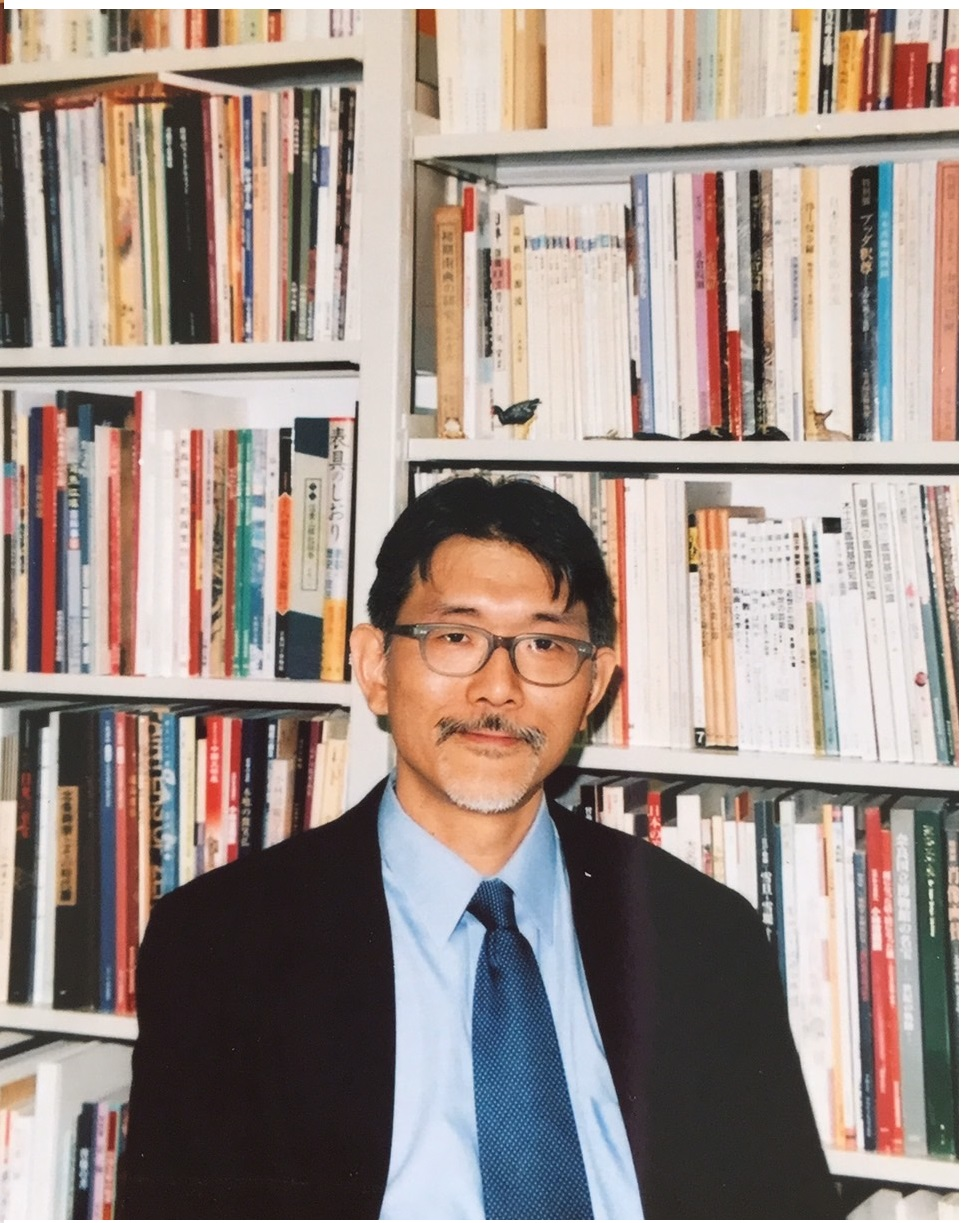
内田啓一／2月8日没

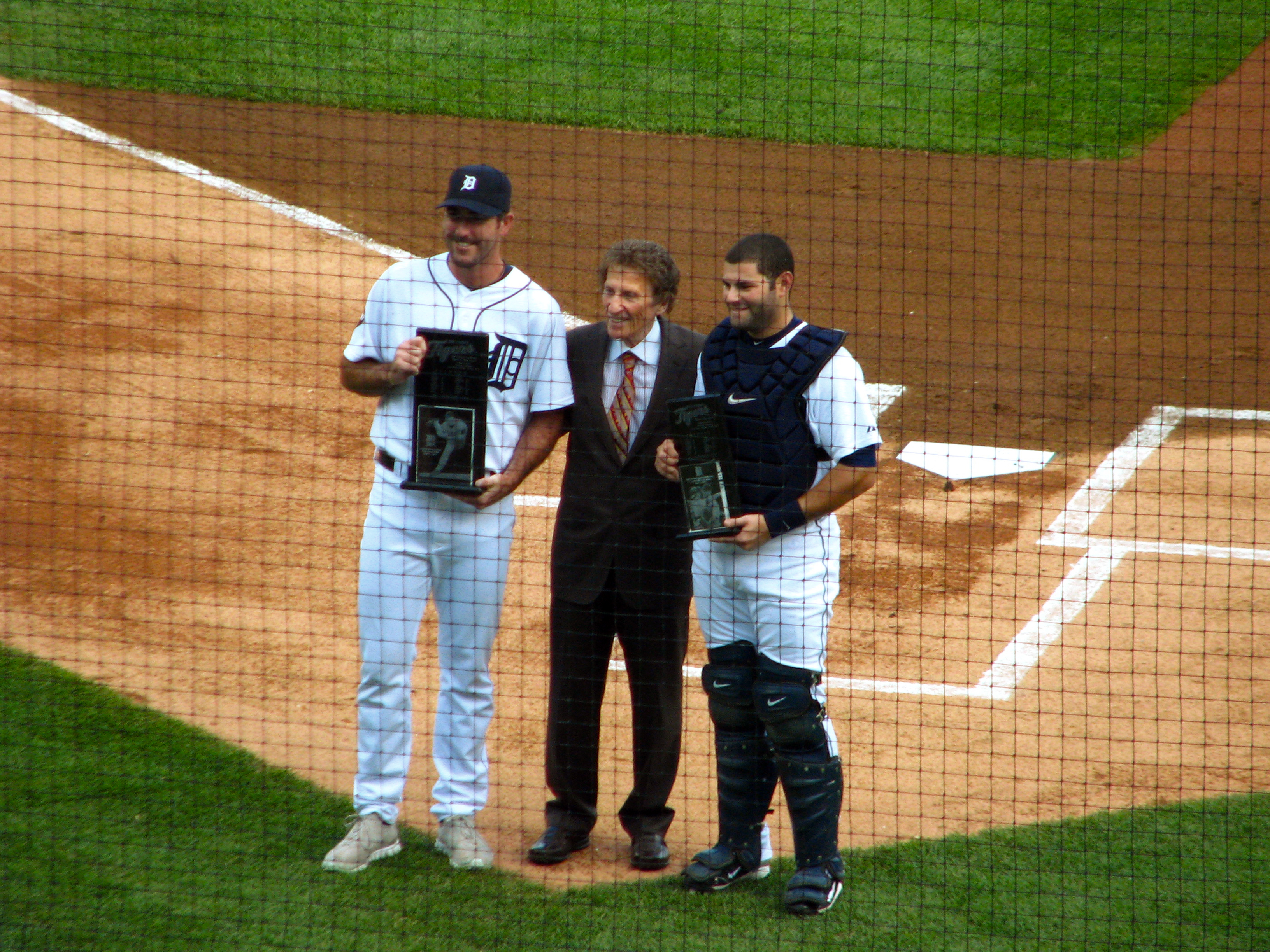
マイク・イリッチ（中央）／2月10日没

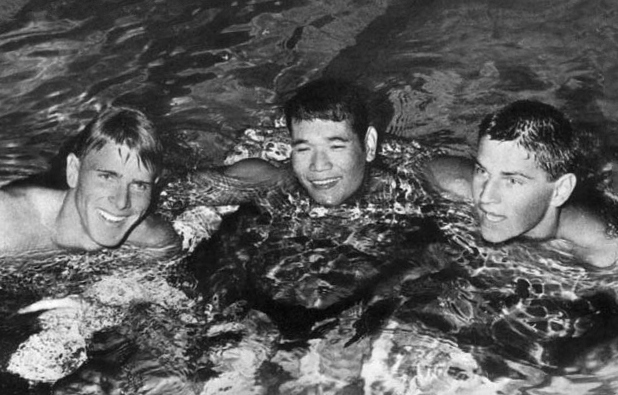
山中毅／2月10日没

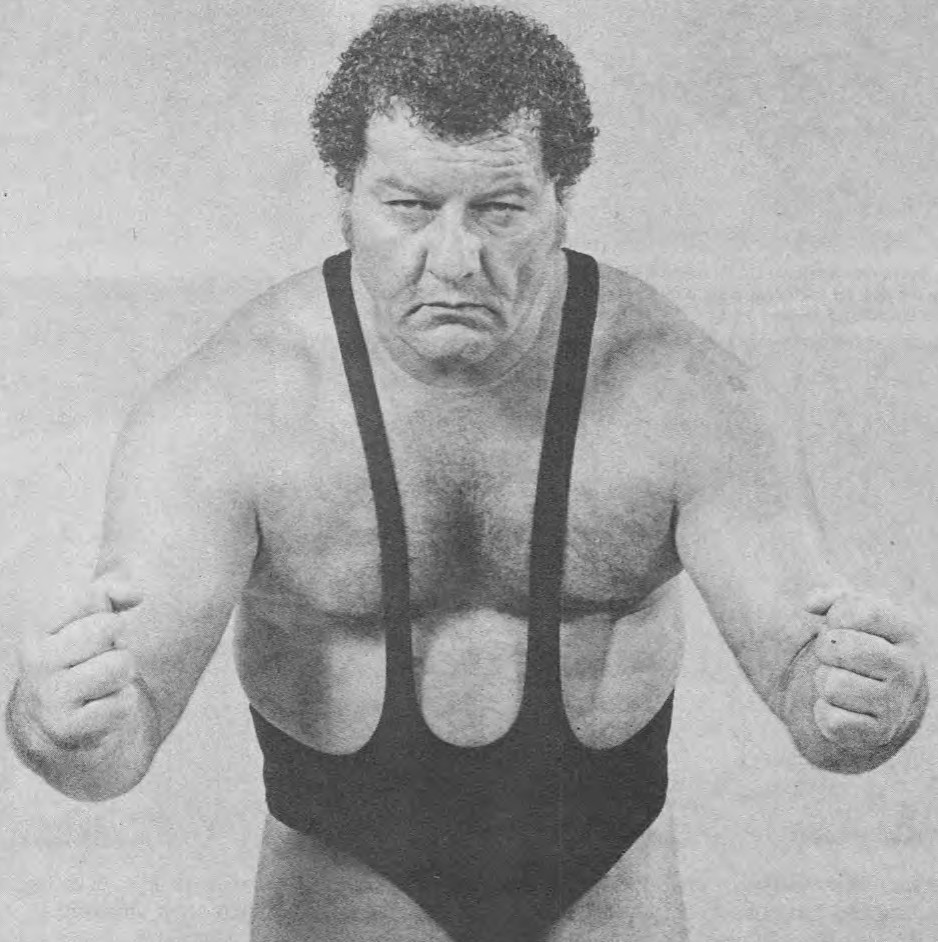
ボブ・スウィータン／2月10日没

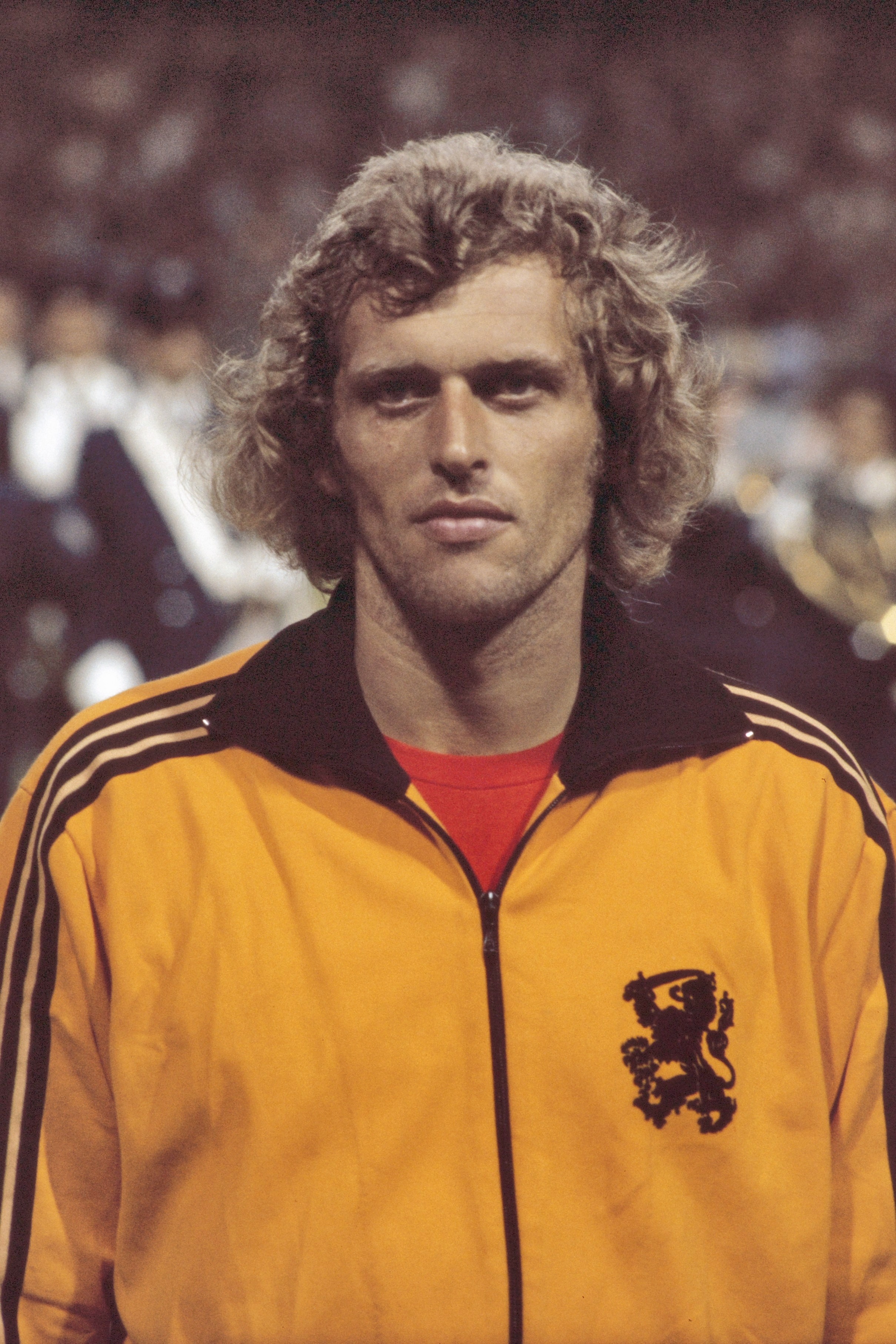
ピート・カイザー／2月10日没

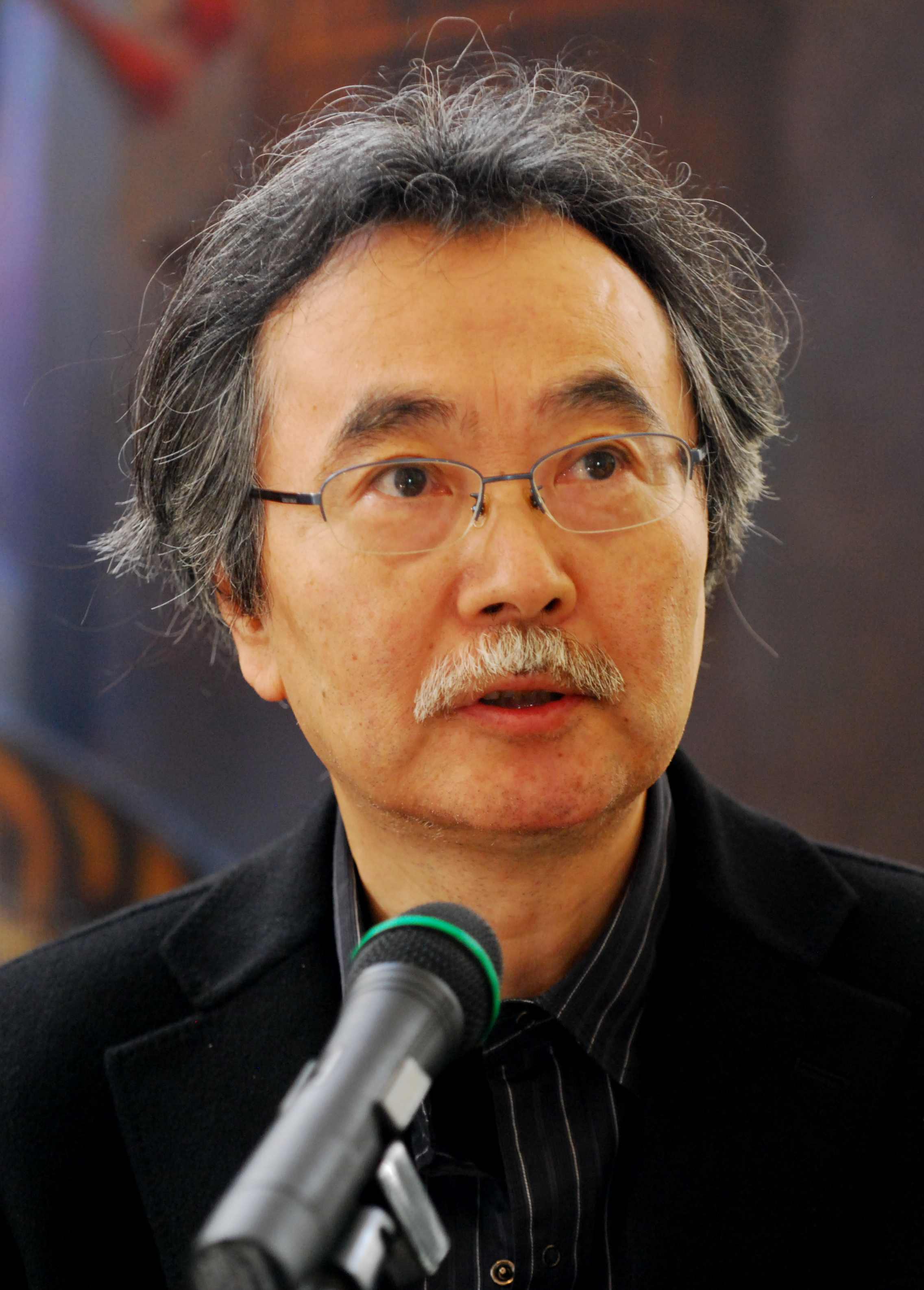
谷口ジロー／2月11日没

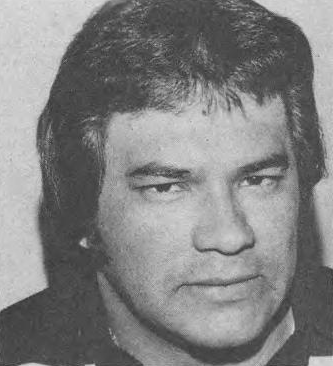
チャボ・ゲレロ・シニア／2月11日没

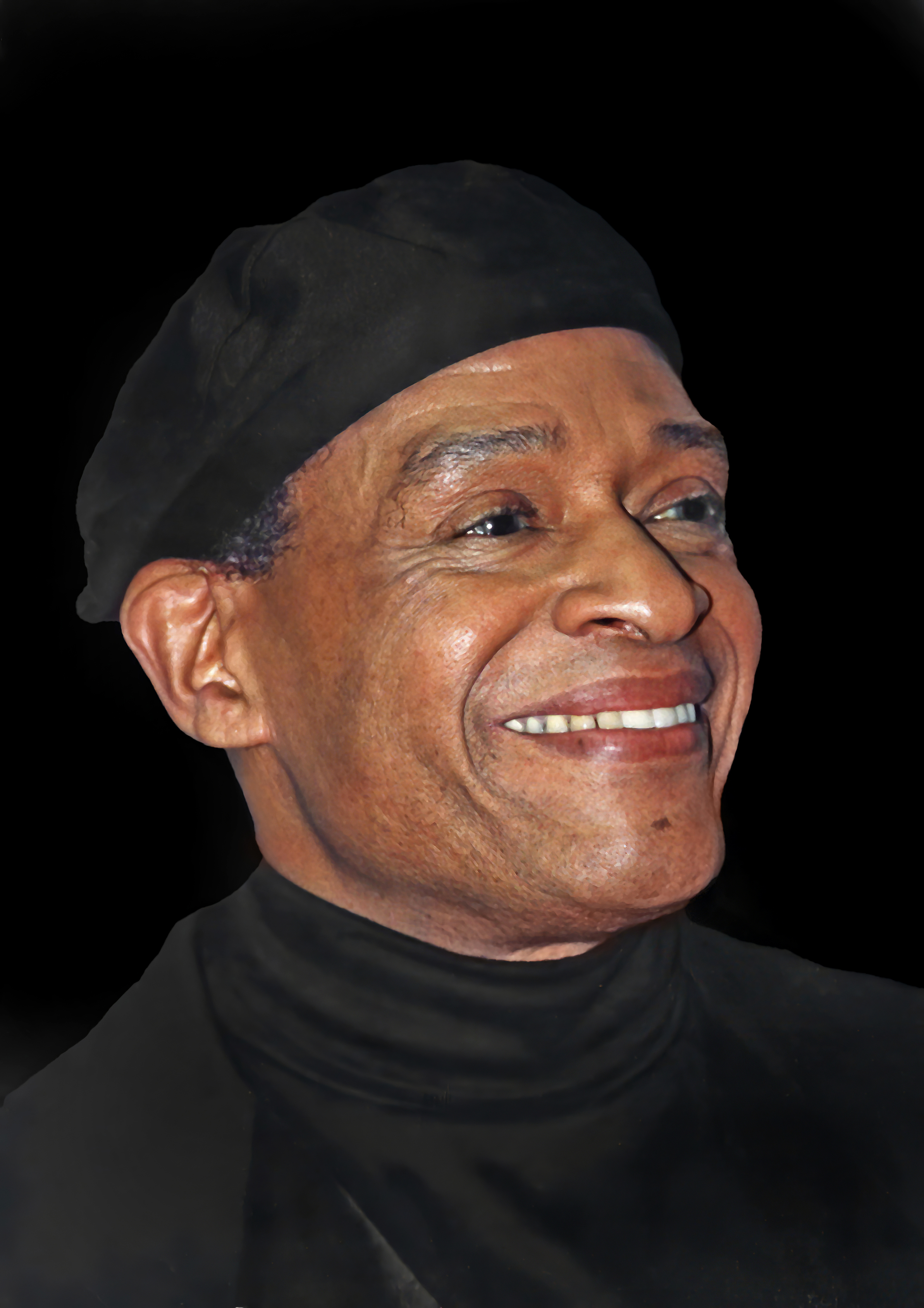
アル・ジャロウ／2月12日没

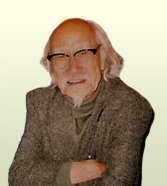
鈴木清順／2月13日没

- 2月1日 - エティエンヌ・チセケディ、コンゴ民主共和国（ザイール共和国）の政治家、ザイール共和国元首相（* 1932年）[1]
- 2月1日 - 葛上周次、日本のテレビCM監督（* 1935年）[2]
- 2月2日 - 巷野悟郎、日本の小児科医（* 1921年）[3]
- 2月2日 - 岡部正夫、日本の弁理士、元日本弁理士会会長（* 1926年）[4]
- 2月2日 - 近藤晋、日本のテレビ・映画プロデューサー（* 1929年）[5]
- 2月2日 - 岡野俊一郎、日本の元サッカー選手、サッカー指導者、第9代日本サッカー協会会長、国際オリンピック委員会名誉委員（* 1931年）[6]
- 2月2日 - 高橋弘、日本の能楽師、能楽シテ方観世流（* 1946年）[7]
- 2月3日 - 廣瀬幸治、日本の物理学者、岡山大学名誉教授、元岡山理科大学教授（* 1924年）[8]
- 2月3日 - 三浦朱門、日本の小説家、第7代文化庁長官、第4代日本芸術院院長、第7代社団法人日本文藝家協会理事長（* 1926年）[9]
- 2月3日 - 林義郎、日本の政治家、元自由民主党衆議院議員、第97代大蔵大臣、第63代厚生大臣（* 1927年）[10]
- 2月3日 - 久田竹一、日本の英米文学者、新潟大学名誉教授（* 1930年）[11]
- 2月3日 - 谷池淳、日本の実業家、元テトラ副社長（* 1930年?）[12]
- 2月3日 - 北山要、日本の実業家、元電業社機械製作所社長（* 1931年?）[13]
- 2月3日 - 秦華孫（中国語版）、中国の外交官、元国連大使（* 1935年）[14]
- 2月3日 - マリーザ・レチシア（英語版）、ブラジルの元ファーストレディー（* 1950年）[15]
- 2月4日 - ジェルヴァース・ドゥ・ペイエ、英国のクラリネット奏者（* 1926年）[16]
- 2月4日 - 奥村孝、日本の実業家、元三井造船副社長（* 1926年?）[17]
- 2月5日 - デヴィッド・アクセルロッド（英語版）、アメリカ合衆国の作曲家（* 1933年）[18]
- 2月5日 - 吉村芳之（wikidata）、日本の映画監督、テレビディレクター（* 1946年）[19]
- 2月5日 - スティーヴ・ラング（英語版）、カナダのベーシスト（* 1949年）[20]
- 2月6日 - レイモンド・スマリヤン、アメリカ合衆国の数学者、ピアニスト、論理学者、老荘哲学者、奇術師（* 1919年） [21]
- 2月6日 - ロジェ・ワルコヴィアック、フランス出身の元自転車競技選手（* 1927年）[22]
- 2月6日 - 馬場好弘、日本の政治家、前大阪府寝屋川市長（* 1942年）[23]
- 2月6日 - 森治美、日本の脚本家（* 1947年）[24]
- 2月6日 - ユースト・ファン・デル・ヴェストハイゼン、南アフリカのラグビー選手（* 1971年）[25]
- 2月7日 - 登内英夫、日本の実業家、政治家、ルビコン会長、元長野県議会議長（* 1917年）[26]
- 2月7日 - 清水信、日本の文芸評論家（* 1920年）[27]
- 2月7日 - 狩野直禎、日本の東洋史学者、京都女子大学名誉教授、同元学長（* 1929年）[28]
- 2月7日 - 中村正男、日本の政治家、元衆議院議員【日本社会党・民主党所属】（* 1931年）[29]
- 2月7日 - 中山美保、日本のお笑いタレント、女優【吉本新喜劇】（* 1938年）[30]
- 2月7日 - ツヴェタン・トドロフ、ブルガリア出身のフランスの思想家、哲学者、文芸批評家（* 1939年）
- 2月7日 - リチャード・ハッチ、アメリカ合衆国の俳優（* 1945年）[31]
- 2月7日 - 片岡みい子、日本の翻訳家、ライター（* 1950年?）[32]
- 2月8日 - 松本定市、日本の実業家、マツモト創業者（* 1925年?）[33]
- 2月8日 - 金子才十郎、日本の実業家、カネコ種苗相談役、元社長・会長、元日本種苗協会会長（* 1926年）[34]
- 2月8日 - 土屋嘉男、日本の俳優（* 1927年）[35]
- 2月8日 - ピーター・マンスフィールド、イギリスの物理学者、王立協会会員（* 1933年）[36]
- 2月8日 - 内田啓一、日本の美術史家、早稲田大学文学学術院教授（* 1960年）[37]
- 2月8日 - タラ・パーマー・トムキンソン（英語版）、イギリスのタレント（* 1971年）[38]
- 2月8日 - 松野莉奈、日本の歌手、女優、モデル、アイドルグループ・私立恵比寿中学のメンバー（* 1998年）[39]
- 2月9日 - 上原和、日本の美術史家、成城大学名誉教授（* 1924年）[40]
- 2月9日 - 佐藤さとる、日本の児童文学作家（* 1928年）[41]
- 2月9日 - 西山徳幸、日本の経営学者、経営工学者、大阪府立大学名誉教授（* 1932年）[42]
- 2月10日 - 高山正喜久、日本のデザイン学者、筑波大学名誉教授（* 1918年）[43]
- 2月10日 - マイク・イリッチ、アメリカ合衆国の起業家、デトロイト・タイガースオーナー、リトル・シーザーズ創立者（* 1929年）[44]
- 2月10日 - 佐藤進、日本の実業家、元東急レクリエーション社長（* 1932年）[45]
- 2月10日 - 吉田大朋、日本の写真家（* 1934年）[46]
- 2月10日 - 山中毅、日本の元水泳選手、水泳指導者（* 1939年）[47]
- 2月10日 - ボブ・スウィータン、カナダ出身のプロレスラー（* 1940年）[48]
- 2月10日 - ピート・カイザー、オランダ出身の元プロサッカー選手（* 1943年）[49]
- 2月10日 - 古市健三、日本の政治家、前岡山県倉敷市長、元岡山県議会議長（* 1947年）[50]
- 2月10日 - Shu、日本の作詞家 、シンガーソングライター、ナレーター（* 1958年）[51]
- 2月11日 - 鈴木作次郎、日本の実業家、愛知車輌（現アイチコーポレーション）創業者（* 1916年）[52]
- 2月11日 - 李成瑞（中国語版）、中国のエコノミスト、元中華人民共和国国家統計局（中国語版）長（* 1922年）[53]
- 2月11日 - 有田眞、日本の生理学者、大分大学名誉教授（* 1935年）[54]
- 2月11日 - 谷口ジロー、日本の漫画家（* 1947年）[55]
- 2月11日 - チャボ・ゲレロ・シニア、アメリカ合衆国のプロレスラー（* 1949年）[56][57]
- 2月11日 - ファブ・メロ（英語版）、ブラジルのプロバスケットボール選手【元ボストン・セルティックス所属】（* 1990年）[58]
- 2月12日 - 任新民（中国語版）、中華人民共和国のミサイル・ロケット技術開発者（* 1915年）[59]
- 2月12日 - 高木良多、日本の俳人、俳人協会評議員（* 1923年）[60]
- 2月12日 - バーバラ・キャロル（英語版）、アメリカ合衆国のピアニスト（* 1925年）[61]
- 2月12日 - ジュスト・ピオ（英語版）、イタリアのバイオリニスト、音楽プロデューサー（* 1926年）[62]
- 2月12日 - まついのりこ、日本の絵本・紙芝居作家（* 1934年）[63]
- 2月12日 - アル・ジャロウ、アメリカ合衆国のジャズミュージシャン（* 1940年）[64]
- 2月12日 - 安楽岡一雄、日本の政治家、群馬県館林市長（* 1947年）[65]
- 2月12日 - 岡久留実、日本の新体操指導者（* 1962年）[66]
- 2月12日 - シオネ・ラウアキ（英語版）、トンガ出身のラグビー選手（* 1981年）[67]
- 2月13日 - 後藤寛治、日本の農学者、北海道大学名誉教授（* 1923年）[68]
- 2月13日 - 鈴木清順、日本の映画監督、俳優（* 1923年）[69]
- 2月13日 - ブルース・ランズベリー、イギリス出身のテレビプロデューサー、脚本家、劇作家（* 1930年）[70]
- 2月13日 - 宇野輝雄、日本の翻訳家（* 1931年）[71]
- 2月13日 - 青木玲子、日本の女優（* 1933年）[72]
- 2月13日 - ステイシー・ブランバーグ、アメリカ合衆国のダーツプレイヤー（* 1956年）[73]
- 2月13日 - 金正男、北朝鮮の第2代最高指導者金正日の長男、第3代最高指導者金正恩の異母兄（* 1971年）[74]
- 2月14日 - 藤森美恵子、日本の元フィギュアスケート選手、元ISU国際ジャッジ（* 1939年?）[75]
- 2月14日 - 田村奈津枝、日本の元女子サッカー選手（* 1982年）[76]

## (15日 - 28日)

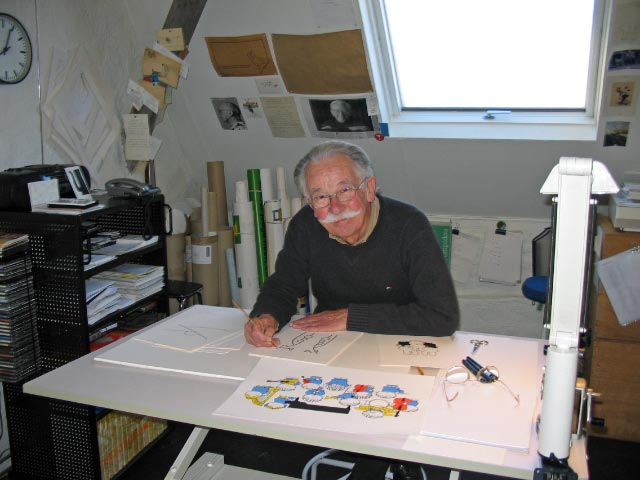
ディック・ブルーナ／2月16日没

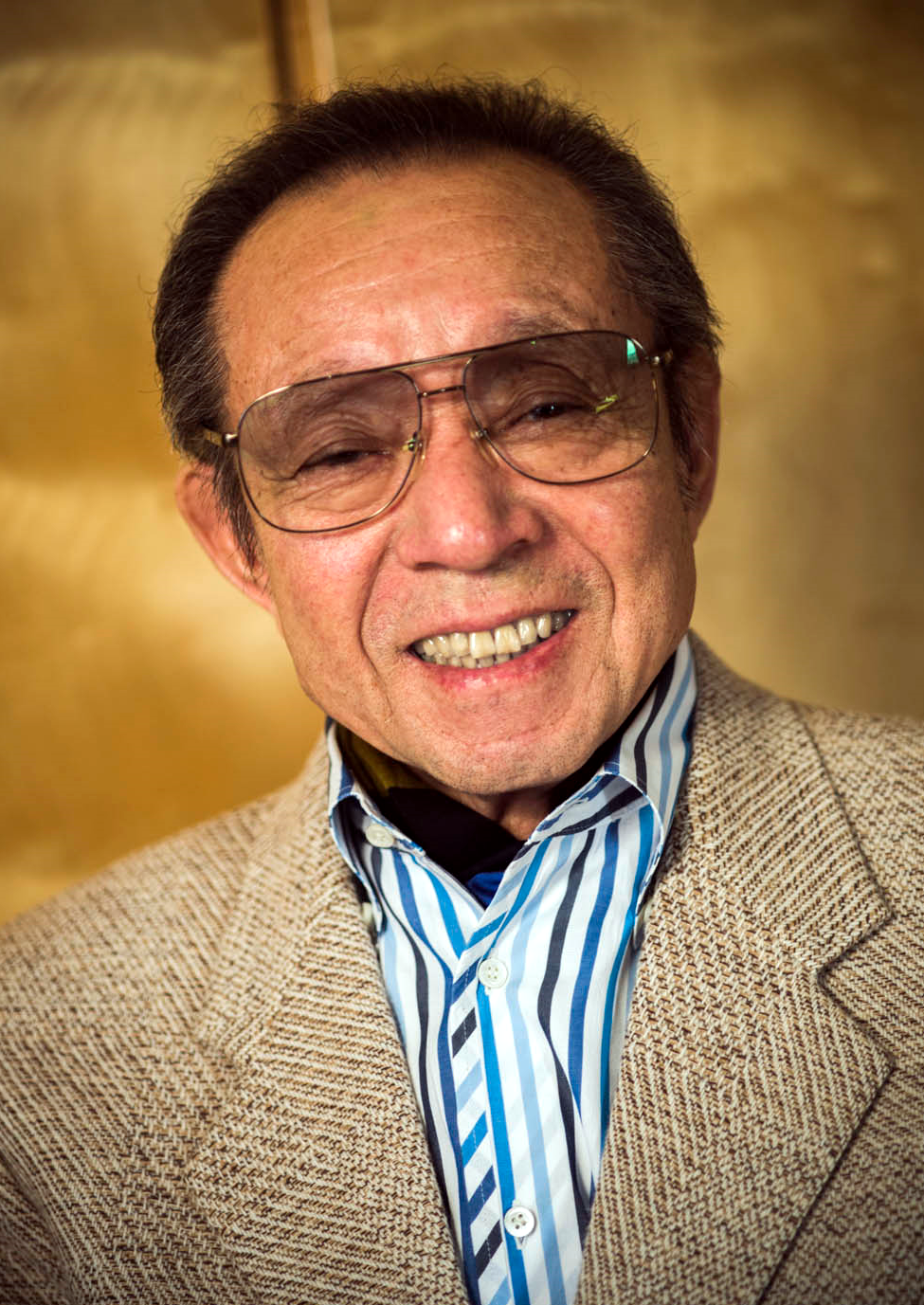
船村徹／2月16日没

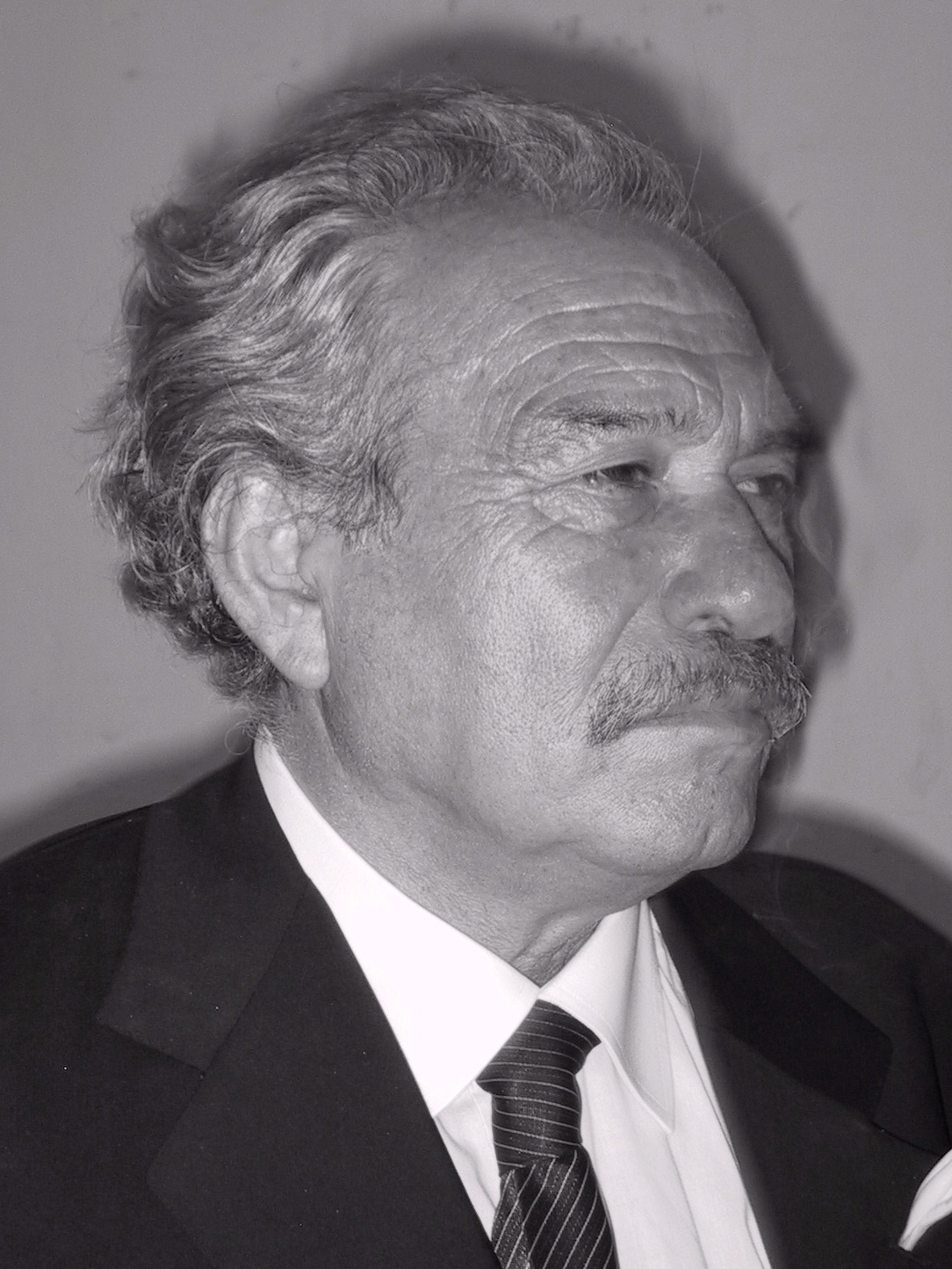
ヤニス・クネリス／2月16日没

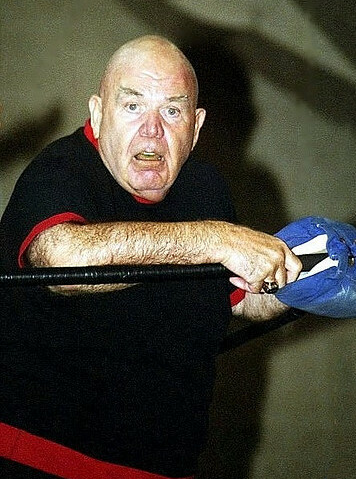
ジョージ・スティール／2月16日没

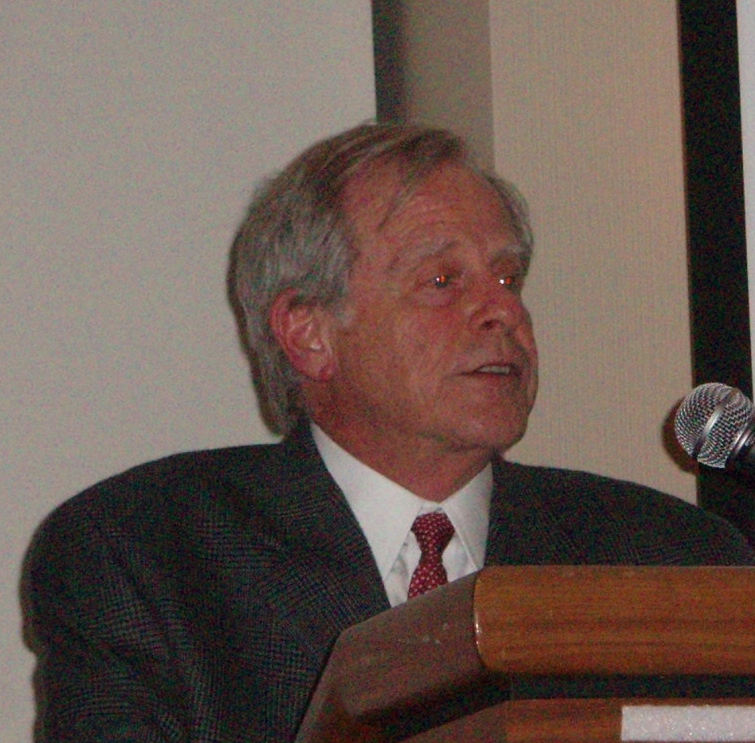
セオドア・ローウィ／2月17日没

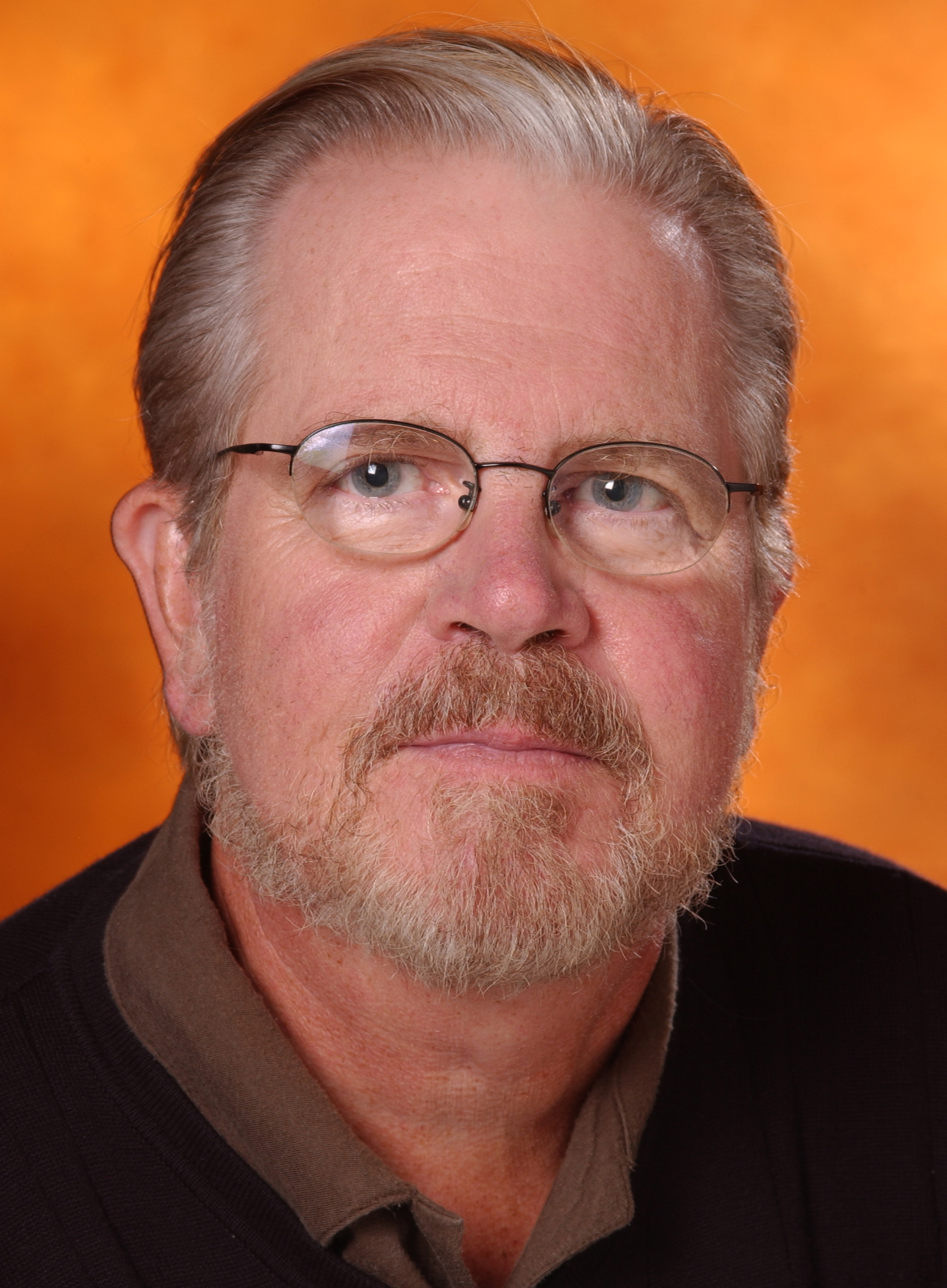
トム・リーガン／2月17日没

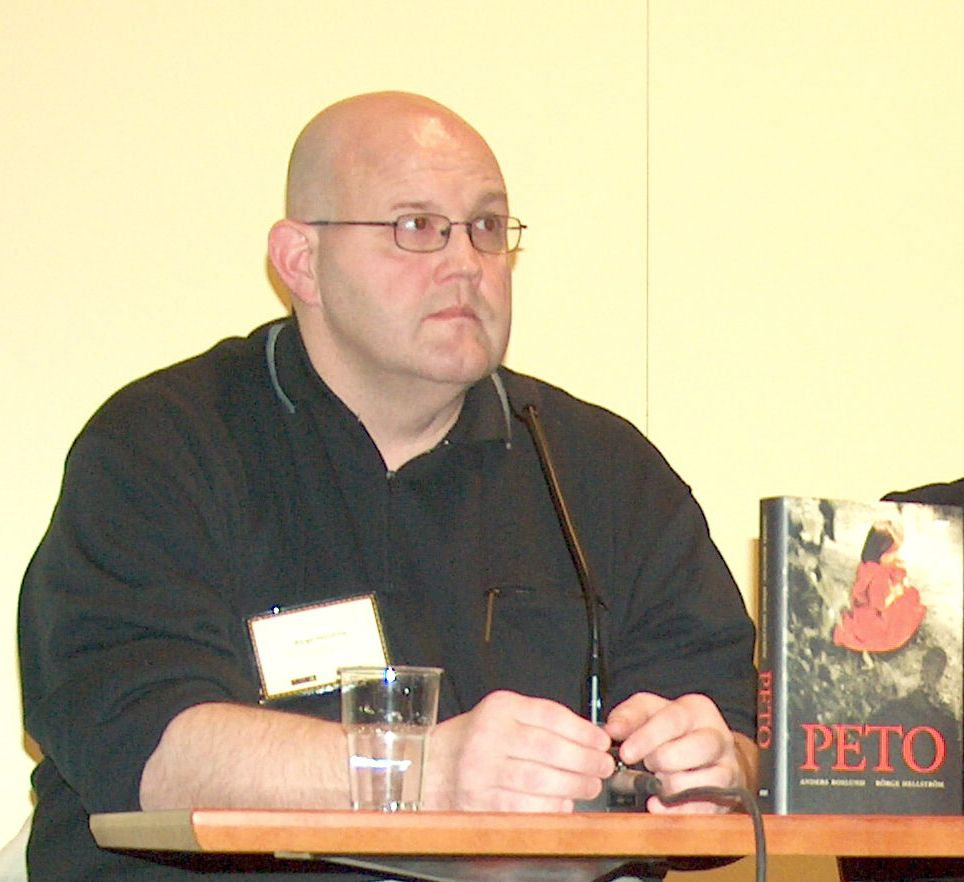
ベリエ・ヘルストレム／2月17日没

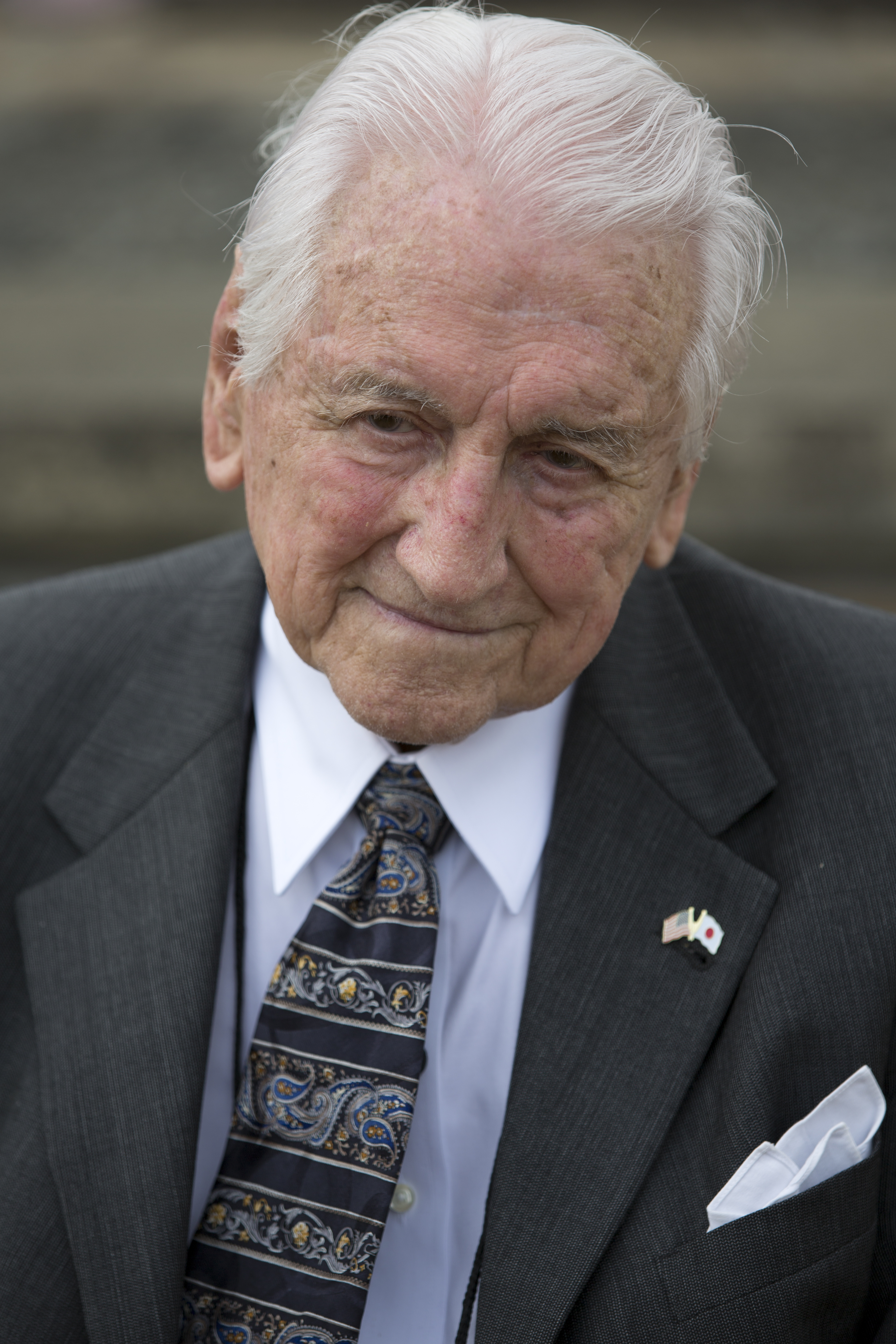
ローレンス・スノーデン／2月18日没

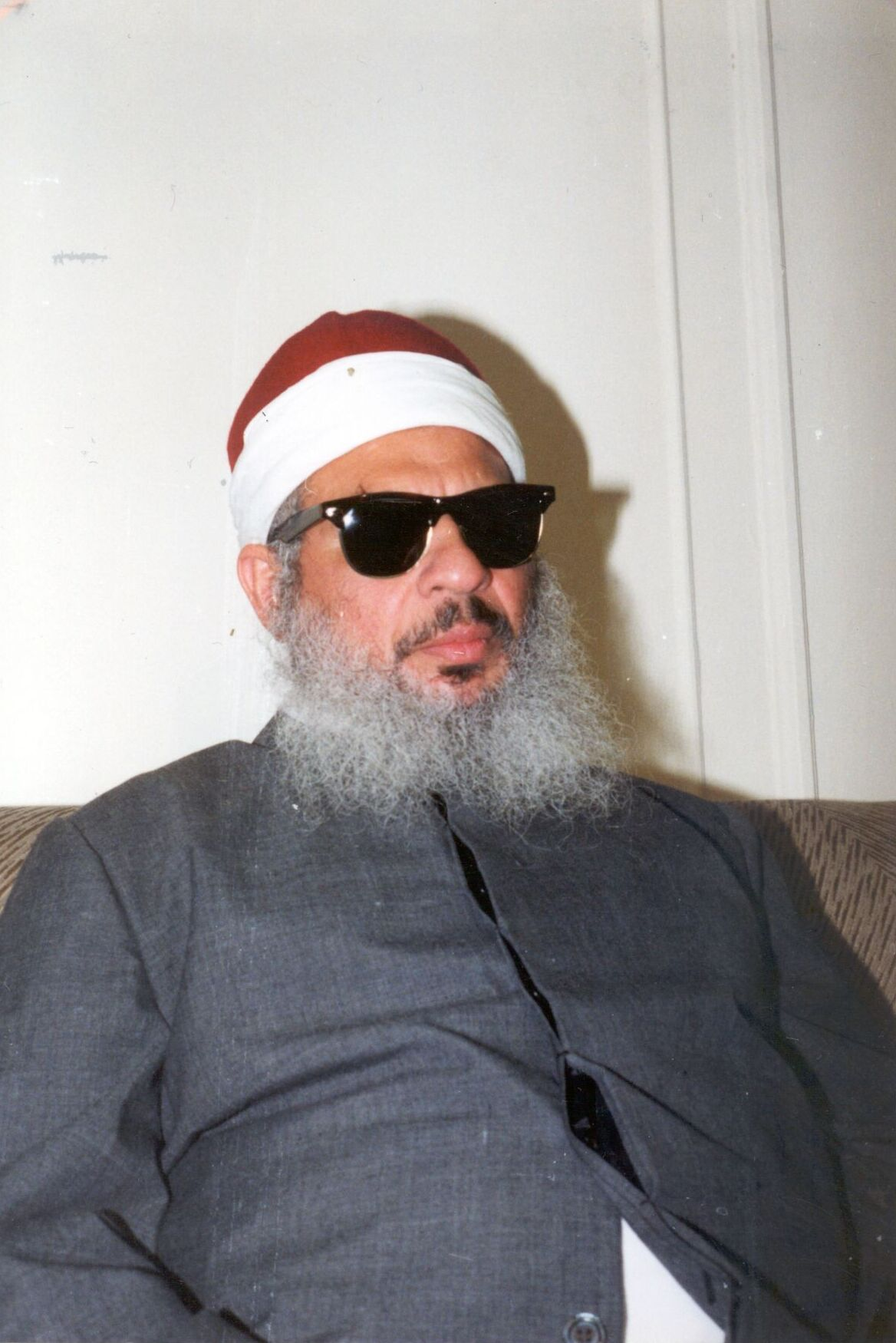
オマル・アブドッラフマーン／2月18日没

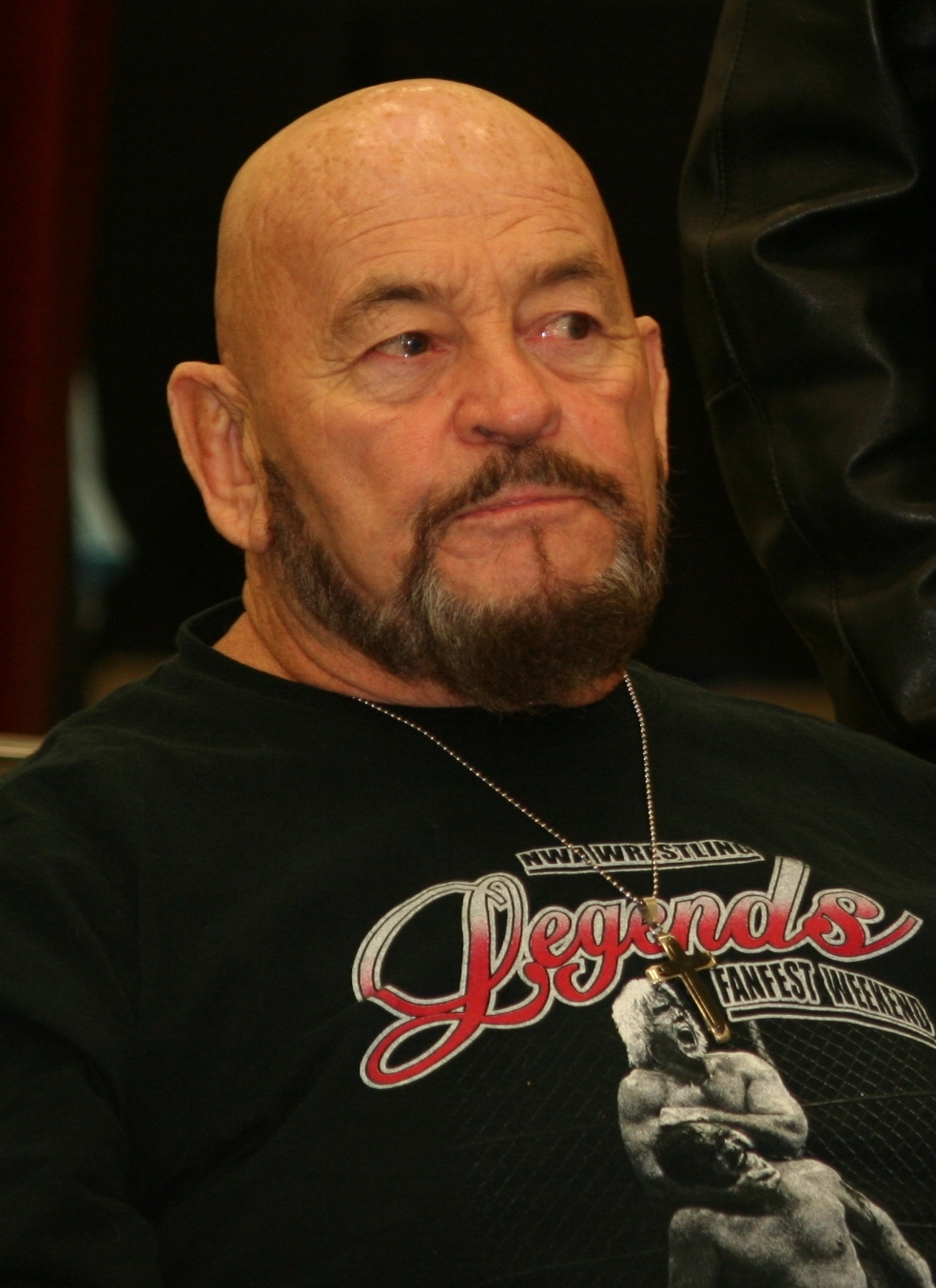
イワン・コロフ／2月18日没

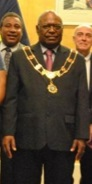
マイケル・オギオ／2月18日没

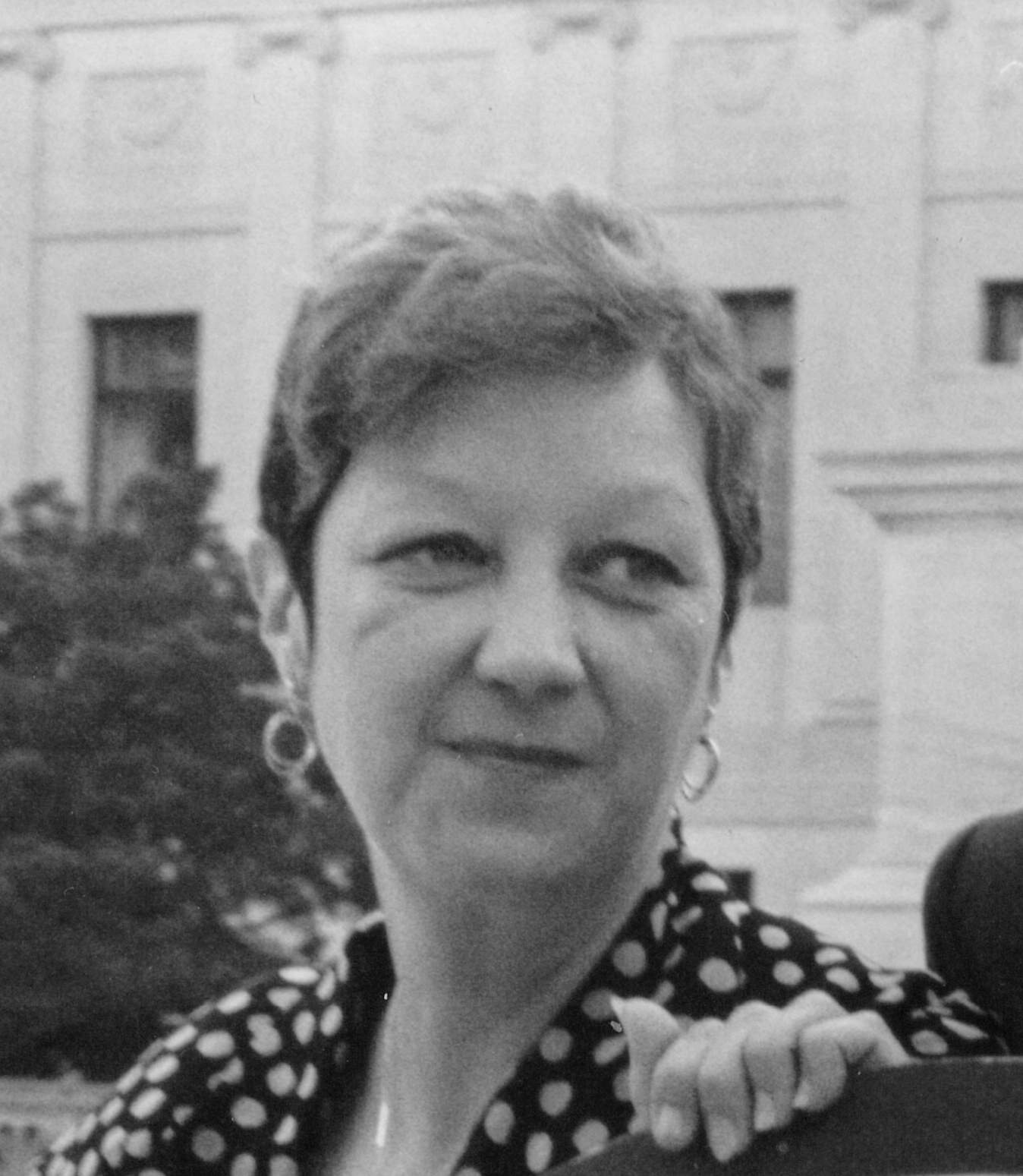
ノーマ・マコービー／2月18日没

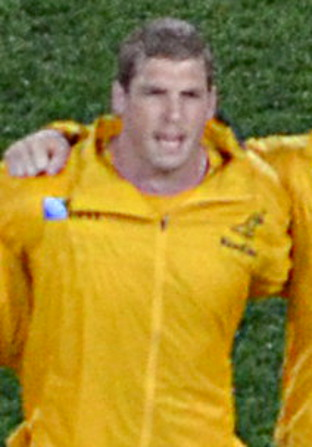
ダン・ヴィッカーマン／2月18日没

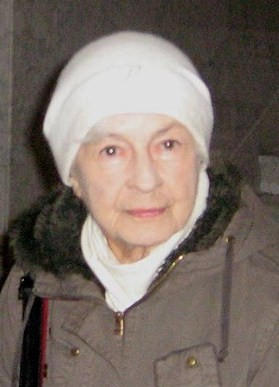
ダヌタ・シャフラルスカ／2月19日没

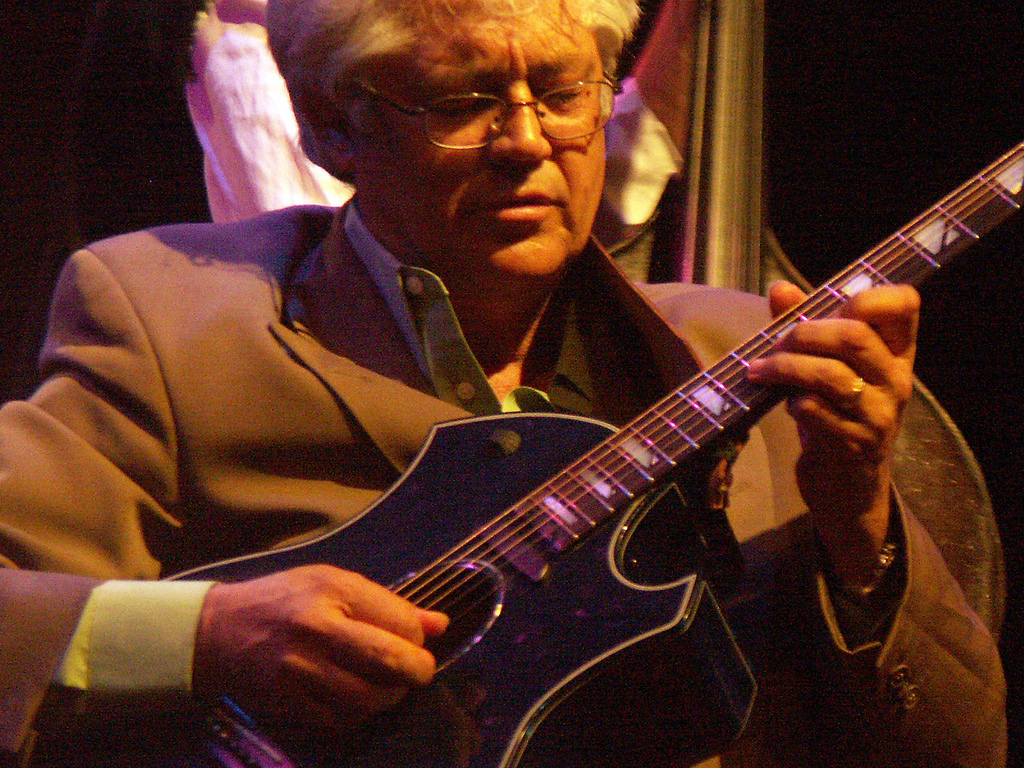
ラリー・コリエル／2月19日没

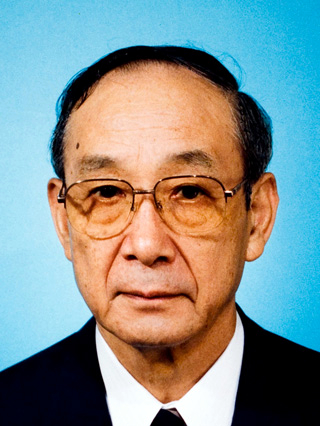
中野貞一郎／2月20日没

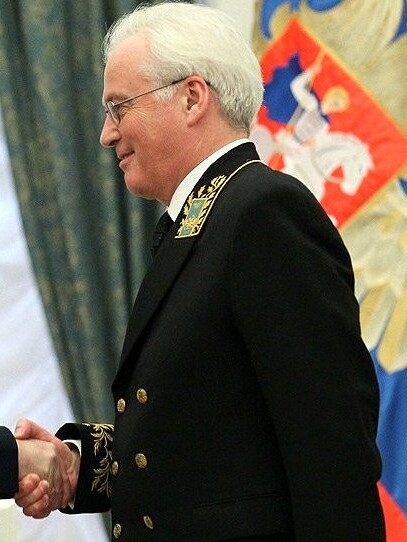
ヴィタリー・チュルキン／2月20日没

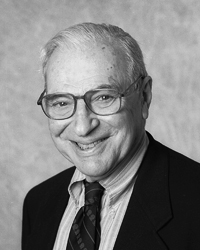
ケネス・アロー／2月21日没

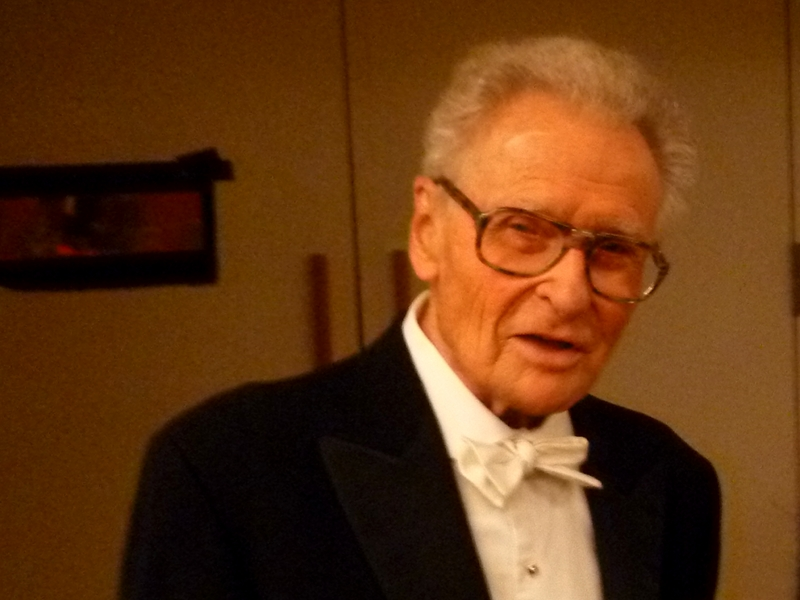
スタニスワフ・スクロヴァチェフスキ／2月21日没

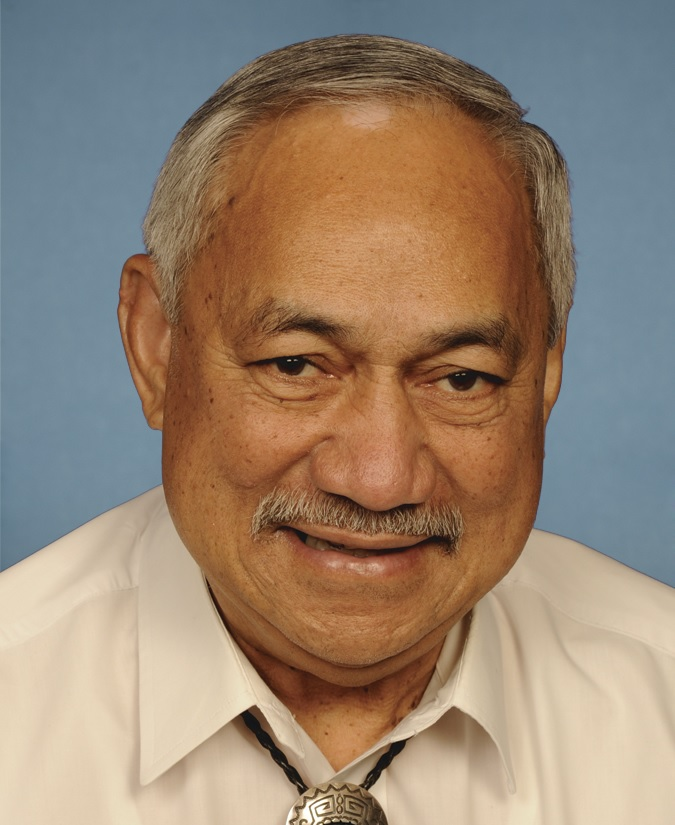
エニ・ファレオマバエガ／2月22日没

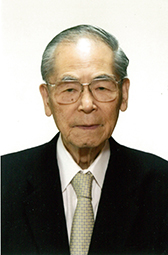
高木聖鶴／2月24日没

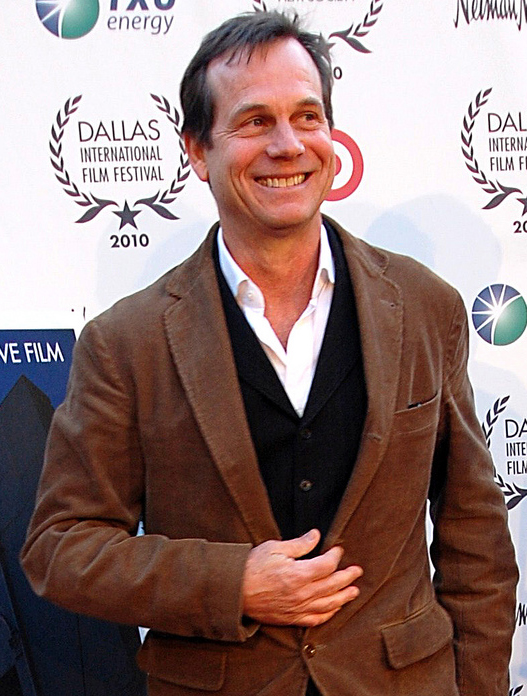
ビル・パクストン／2月25日没

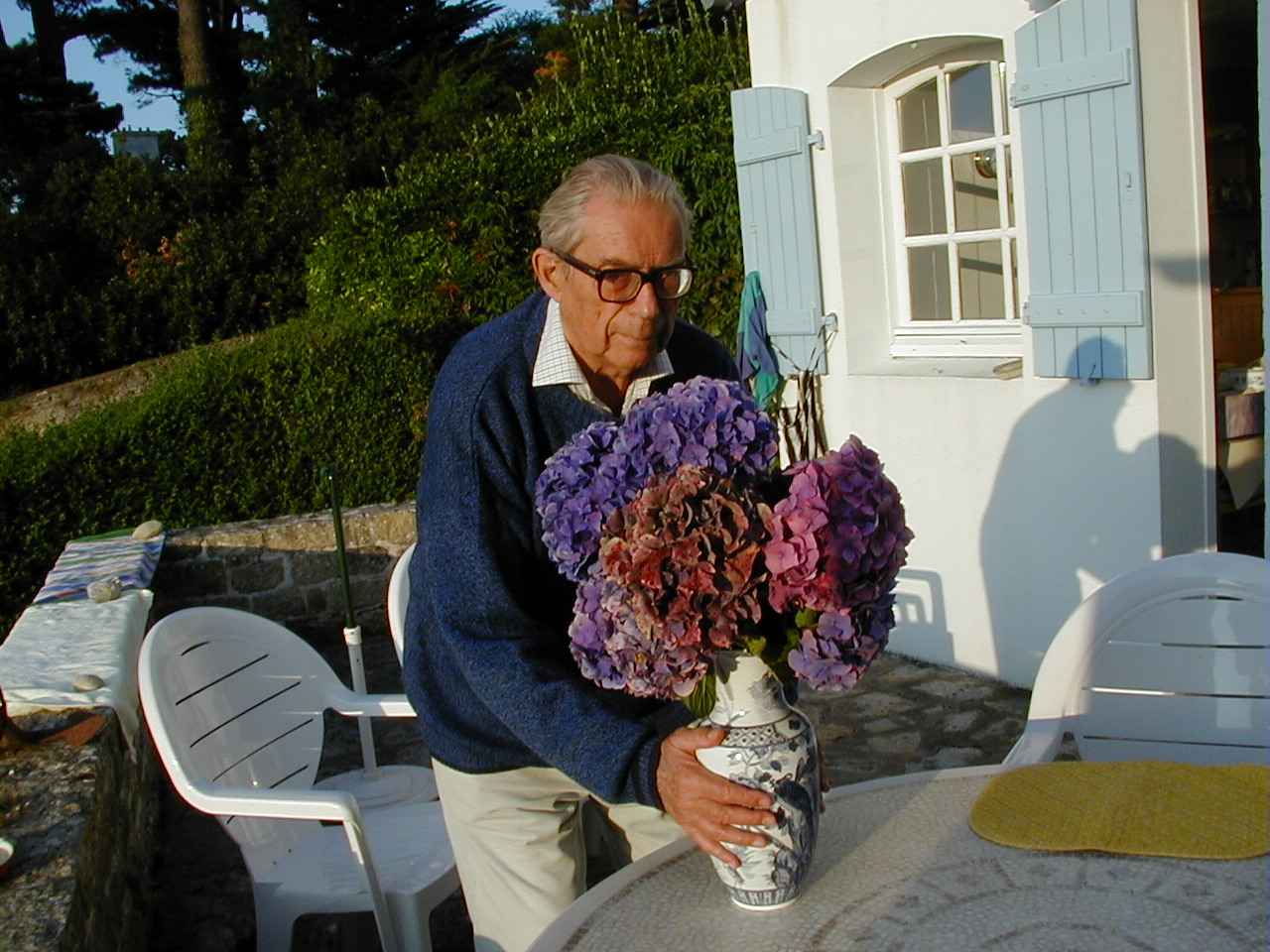
クロード・パスカル／2月28日没

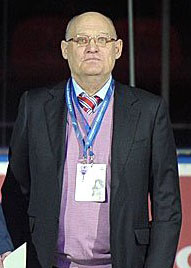
ヴラジーミル・ペトロフ／2月28日没

- 2月15日 - 山中千代衛、日本の電気工学者、大阪大学名誉教授（* 1923年）[77]
- 2月15日 - 鈴木一郎、日本の実業家、元大阪屋社長（* 1932年）[78]
- 2月15日 - 岡野友行、日本の政治家、前北海道鹿追町長（* 1933年）[79]
- 2月15日 - 杉永金生、日本の実業家、杉永蒲鉾会長（* 1938年?）[80]
- 2月16日 - 山田舜、日本の経済史学者、元福島大学学長（* 1926年）[81]
- 2月16日 - 田口圭太、日本の実業家、元ユニチカ社長（* 1926年?）[82]
- 2月16日 - ディック・ブルーナ、オランダのグラフィックデザイナー、絵本作家（* 1927年）[83]
- 2月16日 - 船村徹、日本の作曲家、歌手、JASRAC名誉会長（* 1932年）[84]
- 2月16日 - 桐竹紋寿、日本の文楽人形遣い（* 1934年）[85]
- 2月16日 - ヤニス・クネリス、ギリシャ出身でイタリアを本拠に活動した芸術家（* 1936年）[86]
- 2月16日 - ジョージ・スティール、アメリカ合衆国のプロレスラー（* 1937年）[87]
- 2月16日 - 森光昭、日本の文学研究者（ドイツ文学）、熊本大学名誉教授（* 1941年）[88]
- 2月16日 - 鈴木伸夫、日本の元アナウンサー【青森放送所属】（* 1948年）[89]
- 2月16日 - 堀田一之、日本の実業家、虹技社長（* 1953年）[90]
- 2月16日 - 清水初、日本の実業家、EAファーマ社長、元エーザイ副社長（* 1957年）[91]
- 2月17日 - 近藤健次、日本の実業家、相互ブラッド・バンク（現ビー・エム・エル）創業者（* 1925年）[92]
- 2月17日 - ウォーレン・フロスト、アメリカ合衆国の俳優（* 1925年）[93]
- 2月17日 - 中谷嘉文、日本の政治家、元愛媛県広見町長（* 1928年?）[94]
- 2月17日 - 波多野裕造、日本のジャーナリスト（毎日新聞記者）、元外交官（カタール駐箚日本国特命全権大使）（* 1930年）[95]
- 2月17日 - セオドア・ローウィ、アメリカ合衆国の政治学者（* 1931年）[96]
- 2月17日 - トム・リーガン、アメリカ合衆国の哲学者（* 1938年）[97]
- 2月17日 - 玉置和宏、日本のジャーナリスト、毎日新聞社特別顧問、元エコノミスト編集長（* 1939年）[98]
- 2月17日 - ベリエ・ヘルストレム、スウェーデンの作家（* 1957年）[99]
- 2月18日 - ローレンス・スノーデン、アメリカ合衆国の退役軍人、アメリカ海兵隊中将（* 1921年）[100]
- 2月18日 - 細谷直樹、日本の国文学者、上越教育大学名誉教授、岐阜聖徳学園大学名誉教授（* 1925年）[101]
- 2月18日 - 伊藤裕康、日本の実業家、元岩崎電気会長（* 1926年?）[102]
- 2月18日 - 田中一行、日本の繊維学者、信州大学元教授（* 1927年）[103]
- 2月18日 - オマル・アブドッラフマーン、エジプト出身のイスラーム主義活動家、テロリスト（* 1938年）[104]
- 2月18日 - イワン・コロフ、カナダのプロレスラー（* 1942年）[105][106]
- 2月18日 - マイケル・オギオ、パプアニューギニアの政治家、総督（* 1942年）[107]
- 2月18日 - ノーマ・マコービー、アメリカ合衆国の女性運動家（* 1947年）[108]
- 2月18日 - ナデジダ・オリザレンコ、ソビエト連邦の陸上競技選手（* 1953年）[109]
- 2月18日 - ダン・ヴィッカーマン、南アフリカ出身の元ラグビー選手（* 1979年）[110]
- 2月19日 - ダヌタ・シャフラルスカ、ガリツィア・ロドメリア王国出身の女優（* 1915年）[111]
- 2月19日 - 林京子、日本の小説家（* 1930年）[112]
- 2月19日 - 井口克己、日本の詩人（* 1938年）[113]
- 2月19日 - キム・ジヨン（朝鮮語版）、大韓民国の俳優（* 1938年）[114]
- 2月19日 - ラリー・コリエル、アメリカ合衆国のギタリスト（* 1943年）[115]
- 2月19日 - カーシ・クルマン・フィーべ（英語版）、ノルウェーの政治家、実業家、ノルウェー・ノーベル委員会委員長（* 1951年）[116]
- 2月19日 - 藤池昇龍、日本のプロゴルファー、元プロ野球選手（* 1953年）[117]
- 2月20日 - 木羽敏恭、日本の分析化学者、金沢工業大学名誉学長、金沢大学名誉教授（* 1913年）[118]
- 2月20日 - 金ケ江義人、日本の陶芸家、有田焼作家、第13代李参平（* 1920年）[119]
- 2月20日 - 左舘秀之助、日本の小説家、歌人（* 1924年）[120]
- 2月20日 - 中野貞一郎、日本の法学者、大阪大学名誉教授（* 1925年）[121]
- 2月20日 - 佐伯浩、日本の林学者、京都大学名誉教授（* 1931年?）[122]
- 2月20日 - 坂口和之、日本の実業家、元鹿児島放送社長（* 1946年?）[123]
- 2月20日 - ヴィタリー・チュルキン、ロシア連邦の外交官、国連大使（* 1952年）[124]
- 2月20日 - とりしも、日本のイラストレーター（* 1973年）[125]
- 2月21日 - ケネス・アロー、アメリカ合衆国の経済学者（* 1921年）[126]
- 2月21日 - スタニスワフ・スクロヴァチェフスキ、ポーランド出身の指揮者、作曲家（* 1923年）[127]
- 2月21日 - 勝田秀男、日本の実業家、元名古屋鉄道副社長（* 1923年?）[128]
- 2月21日 - 梅川荘吉、日本の工学者、東京工業大学名誉教授（* 1924年）[129]
- 2月21日 - 饗庭孝男、日本のフランス文学者、文芸評論家、青山学院大学名誉教授（* 1930年）[130]
- 2月21日 - 谷村啓介、日本の政治家、元日本社会党衆議院議員（* 1932年）[131]
- 2月21日 - 倉地正春、日本の政治家、元岐阜県萩原町長（* 1934年）[132]
- 2月21日 - 中川邦彦、日本の映像作家、東京造形大学名誉教授（* 1943年）[133]
- 2月22日 - 小口文一、日本の実業家、元富士通副社長（* 1921年）[134]
- 2月22日 - 幡野茂明、日本の物理学者、京都大学名誉教授（* 1928年）[135]
- 2月22日 - 関根茂、日本の将棋棋士（* 1929年）[136]
- 2月22日 - 関根祥雪、日本の能楽師（* 1930年）[137]
- 2月22日 - エニ・ファレオマバエガ、アメリカ合衆国の政治家、元下院議員（* 1943年）[138]
- 2月23日 - 樋口隆昌、日本の生化学者、京都大学名誉教授（* 1927年）[139]
- 2月23日 - 瀬尾秀彰、日本の教育者、前学校法人駿台学園理事長、元東京私立中学高等学校協会副会長（* 1932年）[140]
- 2月23日 - リオン・ウェア、アメリカ合衆国の歌手、作曲家、音楽プロデューサー（* 1940年）[141]
- 2月23日 - 若吉葉重幸、日本の元大相撲力士（* 1945年）[142]
- 2月24日 - 高木聖鶴、日本の書家（* 1923年）[143]
- 2月24日 - 佐々木功、日本の林学者、京都大学名誉教授（* 1923年?）[144]
- 2月24日 - 石原萠記、日本の評論家、社会主義運動家（* 1924年）[145]
- 2月24日 - 森正武、日本の数学者、工学博士、京都大学名誉教授、筑波大学名誉教授（* 1937年）[146]
- 2月24日 - 浅川博忠、日本の政治評論家（* 1942年）[147]
- 2月24日 - 辛島文雄、日本のジャズピアニスト（* 1948年）[148]
- 2月25日 - 円谷峻、日本の法学者、横浜国立大学名誉教授（* 1945年）[149]
- 2月25日 - ビル・パクストン、アメリカ合衆国の俳優（* 1955年）[150]
- 2月25日 - 中西俊夫、日本のミュージシャン、音楽プロデューサー、イラストレーター（* 1956年）[151]
- 2月25日 - ニール・フィングルトン、イギリスの俳優（* 1980年）[152]
- 2月26日 - 久場とよ、日本の画家（* 1921年）[153]
- 2月26日 - 林浩彦、日本のフリーアナウンサー、ミュージシャン（* 1953年）[154]
- 2月27日 - 横井茂、日本の振付家、大阪芸術大学名誉教授（* 1930年）[155]
- 2月27日 - 藤根信章、日本の書家、北海道教育大学名誉教授（* 1933年）[156]
- 2月27日 - 田嶋徳之、日本の実業家、元テレビ愛媛会長（* 1935年?）[157]
- 2月27日 - 山岸信子、日本の実業家、岩手日日新聞社会長（* 1935年?）[158]
- 2月28日 - クロード・パスカル、フランスの作曲家（* 1921年）[159]
- 2月28日 - ニコラス・モズレー、イギリスの小説家、貴族、政治家、陸軍軍人（* 1923年）[160]
- 2月28日 - 西田耕豊、日本の政治家、元石川県川北町長（* 1927年）[161]
- 2月28日 - 松崎岩男、日本の政治家、元福島県天栄村長（* 1929年?）[162]
- 2月28日 - 大平英輔、日本の農学者、放送大学高知学習センター元所長（* 1930年）[163]
- 2月28日 - ヴラジーミル・ペトロフ、ソビエト連邦（現ロシア連邦）のアイスホッケー選手（* 1947年）[164]